# Estoher
Estoher en idioma francés y oficialmente, Estoer en catalán, es una localidad  y comuna francesa, situada en el departamento de Pirineos Orientales en la región de Languedoc-Rosellón y comarca histórica de Conflent. 
A sus habitantes se les conoce por el gentilicio de estoherois en francés o estoerès, estoeresa en catalán.

## Geografía

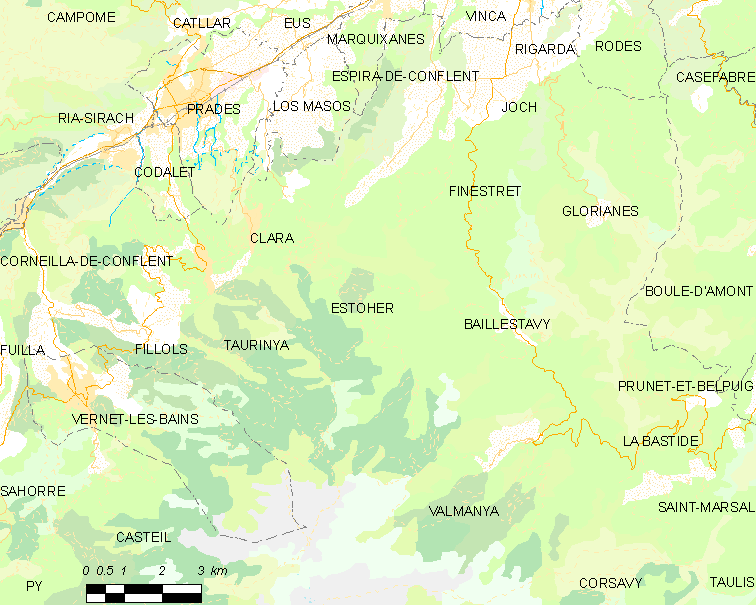
Situación de Estoher

## Demografía
| 160 | 165 | 127 | 115 | 124 | 134 |
| Para los censos de 1962 a 1999 la población legal corresponde a la población sin duplicidades (Fuente: INSEE [Consultar]) |     |     |     |     |     |